# British Aerospace Sea Harrier
British Aerospace Sea Harrier je palubno V/STOL lovsko letalo, ki so ga razvili na podlagi Harrierja. Uporablja se kot lovec, ividnik in jurišnik. Poganja ga turbofan Rolls-Royce Pegasus z usmerjevalniki potiska.
Prvi let je bil 20. avgusta 1978, v uporabo je vstopil aprila 1980. Bojno se je uporabljal v Falklandski vojni, v obeh Zalivskih vojnah, v Jugoslovanskih vojnah in operaciji Zavezniška sila. Kraljeva mornarica je leta 2006 upokojila zadnje Sea Harrierje, jih pa še vedno uporablja Indijska mornarica. Sicer jih bo Indija tudi kmalu upokojila, namesto njih bo uporablja lovce MiG-29K na konvencionalni letalonosilki INS Vikrant.
Če je bil Harrier lahko naložen je lahko vzletal vertikalno (VTOL).

## Specifikacije (Sea Harrier FA2)
Splošne karakteristike
- Posadka: 1
- Dolžina: 46 ft 6 in (14,2 m)
- Razpon kril: 25 ft 3 in (7,6 m)
- Višina: 12 ft 2 in (3,71 m)
- Površina kril: 201,1 ft² (18,68 m²)
- Teža praznega letala: 14052 lb (6374 kg)
- Maks. vzletna teža: 26200 lb (11900 kg)
- Pogon letala: 1 × Rolls-Royce Pegasus turbofan, 21500 lbf (95,64 kN)

 Zmogljivost 
- Maks. hitrost: 635 vozlov (735 mph, 1182 km/h)
- Bojni radij: 540 nmi (620 milj, 1000 km)
- Največji doseg: 1740 nmi (2000 milj, 3,600 km)
- Višina leta: 51000 ft (16000 m)
- Hitrost vzpenjanja: 50000 ft/min (250 m/s)

Oborožitev

- Strelno orožje: 2× 30 mm (1.18 in) ADEN topova pod trupom, vsak s 130 naboji
- Nosilci: 4 podkrilni in 1× pod trupom, skupna kapaciteta je 3630 kg
- Rakete: 4× izstreljevalci raket Matra, vsak s 18× SNEB 68 mm raketami
- Izstrelki: 

  - Rakete zrak-zrak:
    - AIM-9 Sidewinder
    - AIM-120 AMRAAM
    - R550 Magic (Sea Harrier FRS51)

  - Rakete zrak-površje:
    - ALARM protiradarska raketa
    - Martel  ARM

  - Protiladijske rakete:
    - Sea Eagle
- Bombe: Prostopadajoče ali precizno vodene bombe, možno tudi oborožitev z jedrsko bombo WE.177 (do leta 1992)[1]
- Drugo:
  - Izvidniška oprema ali
  - 2× odvrgljiva rezervoarja

Letalska elektronika

- Ferranti Blue Vixen vsevremenski radar
- BAE Systems AD2770 TACAN
- Thales MADGE Microwave Airborne Digital Guidance Equipment
- Allied Signal AN/APX-100 mk12 IFF

## Zunanje pvoezave
- British Aerospace Sea Harrier
- Sea Harrier  Arhivirano 2008-11-21 na Wayback Machine.
- List of surviving Sea Harriers: Demobbed – Out of Service British Military Aircraft